# Zygosaccharomyces bailii
Zygosaccharomyces bailii — вид дріжджів, типовий вид роду Zygosaccharomyces. Був вперше описаний як Saccharomyces bailii в 1895 році, але рекласифікований в 1983 році як Zygosaccharomyces bailii. Цей вид має здатність до росту за дуже широкими умовами концентрацій цукру і загалом вважається фактором псування вина.